# موسيقى تونسية

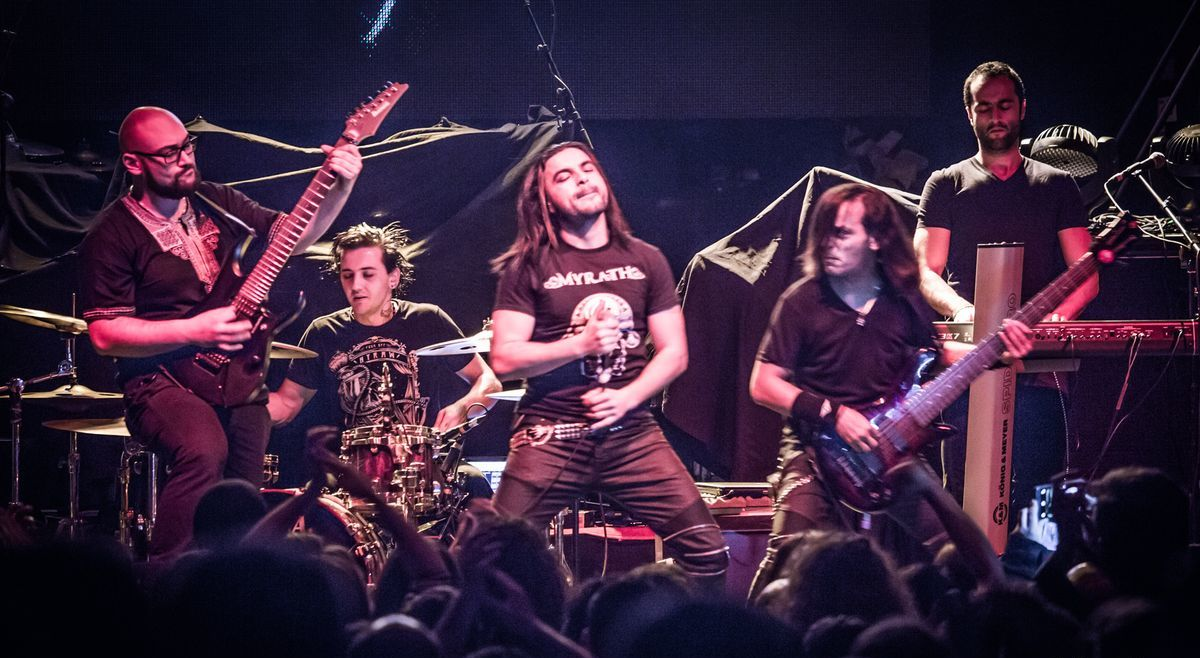
فرقة ميراث أثناء حفلة في مدريد.

تتميز الموسيقى التونسية بتنوع كبير على مستوى أصنافها وألوانها. تنقسم الموسيقى التونسية أساسا إلى ثلاثة أنواع: موسيقى ذات طابع عصري بما في ذلك الأغاني بالعربية الفصحى أو العربية الدارجة، موسيقى ذات طابع تراثي كلاسيكي (أساسا المالوف والموشحات) والموسيقى الشعبية (المزود والموسيقى الفلكلورية ذات الطابع الجهوي). أبرز تظاهرة للموسيقى التونسية هو «مهرجان الموسيقى التونسية».

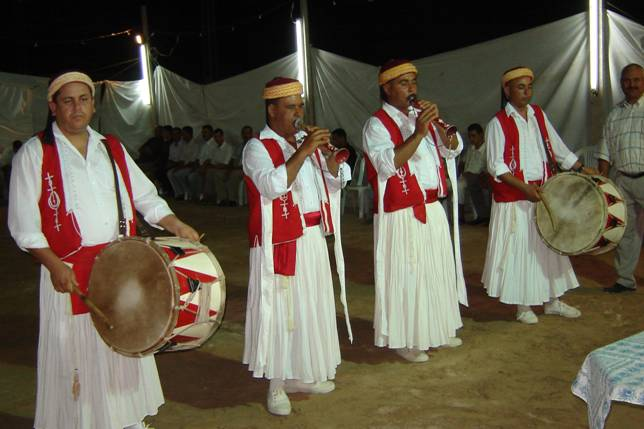
فرقة فولكلورية من جزيرة قرقنة

كما أنها موسيقى آلية غنائية مصحوبة بإيقاع وتونسية الأصل وقديمة كما تعرف فقط في تونس.

## الموسيقى الغربية في تونس
أنتشرت الموسيقى الغربية في تونس في السنوات الأخيرة مثل موسيقى الراب التي إنتشرت في كامل أنحاء تونس وتروي هذه الأغاني عن المشاكل في الحياة اليومية لمواطن التونسي من فقر ومشاكل، كما إنتشرت موسيقى الريجي عبر المغني أحمد العبيدي أو كما يعرف ب«كافون»، وكما هناك أنتشار كبير بدأ بتواجد بشكل كبير وهي موسيقى الروك التي تتبنهاها الفرقة التونسية العالمية ميراث.

## التعليم الموسيقي
تأسست في العهد العثماني واحدة من أهم المؤسسات العسكرية، وهي المدرسة الحربية بباردو التي كان لوجودها الأثر العميق في الحياة الموسيقية في تونس، حيث «تأسّست في نطاقها الموسيقى النحاسية وتَكَوّن أول جمع من الضبّاط التونسيين أنجزوا أوّل مخطوط مرقوم بالنوطة الموسيقية تناولوا فيه قواعد العزف على مختلف الآلات وقواعد الطبوع مدعمة بنماذج من البشارف والمالوف» وهو مخطوط «غاية المنى والسرور الجامع لدقائق رقائق الموسيقى والغناء» الذي يعود إلى سنة 1872م، وهو أول محاولة لتدوين المدونة الشعبية التونسية على الطريقة الغربية، وقد أُنشئت المدرسة على يد أحمد باشا في 1840م لتخريج الضباط الفنيّين والمهندسين والموظفين، واستُدعى لإدارتها ضابط إيطالي من المستشرقين أجاد اللغة العربية وألف بها كتبا هو الأمير آلايكالي قاريس، كما استُدعي إليها مدرّسون غربيّون يعلّمون النظريات والترقيم وآلات الموسيقى الغربية، إضافة إلى بعض آلات الموسيقى التونسية كالعود العربي، ويعود الفضل لخريجي هذه المدرسة في تدوين جانب كبير من التراث الموسيقي. وهنا تتأكد من جديد علاقة السياسة بالموسيقى واهتمام السياسيين بها لسبب أو لآخر، من خلال تشييد المؤسسات الموسيقية وتشجيعها بغض النظر عن الأهداف الكامنة وراء ذلك.
كما ظهرت في تونس منذ القرن التاسع عشر بعض المدارس المختصة في تعليم الموسيقى تركز أغلبها بالعاصمة وأحوازها ولم تظهر مدارس موسيقية ببقية الولايات إلا في فترة متأخرة. وقد اعتمدت المدارس التي ظهرت في فترات الاحتلال طريقة التعليم الغربية واقتصر تعليم الآلات فيها على آلات الموسيقى الغربية إلا عددا قليلا منها خاصة تلك التي تأسّست بعد الاستقلال.
وتتضارب الأخبار حول ظهور المدارس الأولى للتعليم الموسيقي في تونس، حيث يُذكر أن تأسيس أول مدرسة تونسية للتعليم الموسيقي يعود إلى فترة الاحتلال العثماني وتحديدا سنة 1879م بنهج باب الخضراء بتونس العاصمة، وفي 1957م سُمّيت المعهد الوطني للموسيقى، بينما يذكر محمد القرفي أن أول مدرسة لتعليم الموسيقى في تونس تأسّست في 1896 على يد «فريمو»(Frémaux) ولفّاج (Laffage) و«شابير» (Chabert) وأصبحت في 1911م معهد تونس للموسيقى، إلا أن المتّفَق عليه هو أن كلّ هذه المدارس كانت تعتمد طريقة التدريس الغربية.
وتواصل في عهد الاستعمار الفرنسي انتشار المدارس ذات التوجه الغربي بالأساس، كما انتشرت الجمعيات الموسيقية خاصة خلال فترة الثلاثينات، ولعلّ أهمّها جمعية الرشيدية وهي أوّل جمعية موسيقية تُعنى بالموسيقى التقليدية التونسية، وقد اتّخذت على عاتقها مهمّة تعليم الموسيقى التونسية وإحياء التراث وإعادة نشره في مجتمع يعاني من ظروف استعمارية عصيبة ويواجه حركة تثاقف كادت تأتي على جميع مؤسّساته الثقافية والاجتماعية، كما اهتمّت الرشيدية بتدريس مقامات وآلات الموسيقى المشرقية واستُدعي إليها موسيقيّون من سوريا أمثال الشيخ علي الدرويش الحلبي الذي أستُدعي في 1938م لتدريس النوتة الموسيقية والمقامات والإيقاعات العربية، إضافة إلى تدريس مواد وآلات الموسيقى الغربية التي كان يشرف عليها الموسيقي الإيطالي «بونورة»، وقد ساهمت الرشيدية في إحداث المصالحة بين التونسيين وتراثهم الكلاسيكي.
وبعد أن توقّف النشاط التعليمي لجمعية الرشيدية أصبح المركز الوطني للموسيقى والفنون الشعبية بنهج زرقون في 1972م قائماً بمهمّة تعليم الموسيقى واتّبع نفس طريقة التدريس الغربية التي كانت تُعتَمدُ بالمعهد الوطني للموسيقى.

## أبرز الموسيقيين التونسيين
- خميس ترنان
- صالح المهدي
- مصطفى الكامل
- الصادق ثريا
- عبد الحميد بنعلجية
- عبد الكريم صحابو
- أنور براهم
- فوزي الشكيلي

## أبرز المغنين
- صابر الرباعي
- لطفي بوشناق
- يسرا محنوش
- علي الرياحي
- محمد الجموسي
- هادي الجويني
- الشاب صاليح
- صليحة
- حبيبة مسيكة
- نعمة
- علية
- لطيفة
- أماني السويسي
- أحمد الشريف
- ذكرى
- أمينة فاخت
- سنية مبارك
- نجاة عطية
- نور الدين الباجي
- عدنان الشواشي
- صوفيا صادق
- بلقاسم بوقنة

## الفرق الموسيقية
- أبرزها أولاد الجويني، العازفات وأوركسترا السنفوني التونسي. كما يوجد أيضاً:
- فرق الموسيقى الوترية 263
- فرق السلامية للإنشاد الديني 296
- فرق الموسيقى النحاسية 105
- فرق الفنون الشعبية بأنماطها المختلفة 789
- باليهات كوريغرافية 60
- المعاهد الموسيقية الجهوية 15
- مجموعات الكورال 69
- فرق الماجورات 11

كانت للموسيقى العسكرية مكانة هامة في تاريخ تونس خاصة في فترات الأزمات السياسية والحروب. وقد تأسست في عهد الدولة العثمانية بتونس، فرقة الموسيقى الملكية العسكرية التي أشرف عليها أحمد باي، و«اهتمّ بها أيّما اهتمام وبلغ من اعتنائه بها أن جلب لها خصّيصاً من أوروبا رسموا له النغم التونسية على الورق بأحرفها المخصوصة وأَذِن لفرقة الموسيقى بتعلُّمها».
«وكانت هذه الفرقة تضمُّ آلات نفخ وإيقاع، تابعة إلى الجيش الانكشاري وكانت تصاحبه في تمارينه لأداء التعليمات والإشارات العسكرية، كما تنشّط حفلات الأعياد الحكومية التابعة للسلطة العثمانية، وتؤدي ما يُسمّى بالسلامات وهي مقطوعات موسيقية قصيرة تؤدى بآلات النفخ النحاسية في فرق الجيش وتعزف في المراسم العسكرية».
وكان من الطبيعي أن تقوم الفرقة الموسيقية العسكرية بإدخال خصوصيات جديدة على الممارسات الموسيقية وعلى المحيط السمعي للمجتمع التونسي من خلال أداء قوالب الموسيقى التركية الآلية والغنائية، فالحضارة التركية إبان حكمها للبلاد العربية قد جلبت معها نوعَيْن من الموسيقى، نوع يُغنى ويسمى «الشّْغُل» والنوع الثاني هو الموسيقى الآلية المعروفة بالبشارف والسماعيات واللونغات وغيرها.
ولقد كان البايات العثمانيون شديدي الاهتمام بالتراث الموسيقي التونسي، وهو ما يمكن أن نعتبره جزءا من الخطة السياسية التركية التي تعتمدها السلطة من أجل التقرّب إلى أهالي المناطق التي تستعمرها، فربما كان الحكام الأتراك يتطبّعون بثقافة الدول التي يستعمرونها لكسب ثقتهم مما يمكنهم من تنفيذ خططهم الاستعمارية بسهولة. وقد كان للوجود العثماني بتونس أثر عميق على تركيبة الفرق الموسيقية حيث «أدخل الأتراك استعمال» الأرغون«وشجّع البايات الموسيقى ولا أدلّ على ذلك من المبادرة الأولى من نوعها للباي» محمد الرشيد باي«بتنظيم ركائز المالوف التونسي».
كما تأسّست في تونس فرقة الرشيدية التي لعبت دوراً مميّزاً في حفظ التراث الموسيقي التونسي وإعادة نشره، وقد ساعد ظهورها على إحياء جانب كبير من الذاكرة الموسيقية التي كان المستعمر يسعى إلى القضاء عليها وعلى ملامح وخصوصيات المجتمع الثقافية، وذلك بترويج ثقافته وفرض لغته، وتهميش اللغة العربية لقطع صلة المجتمع التونسي بثقافته وبانتمائه العربي الإسلامي، وقد كان لفرض اللغة الفرنسية في التعليم والإدارة تأثير كبير على الخطاب الأدبي والشعري والموسيقي، فكان مآل الأغنية التونسية إلى ضعف الكلمة وسذاجة النص من شعر ونثر، فجاءت الرشيدية لتعيد الاعتبار للموسيقى التونسية فكانت «وسيلة فاعلة في مكافحة انحطاط الأغاني التونسية المنتشرة آنذاك وتحدَّ من التخريب الذي سببّته الموسيقى المصرية التي كانت تُلهِم العديد من التونسيين».
كانت فرقة الرشيدية «تتركب من أربعة وعشرين عنصرا؛ ستّة منشدين وثمانية عشر عازفا، وكان يقودها محمد الأصرم ثم تولى قيادتها محمد التريكي».وكانت تضم آلات تونسية وأخرى غربية كالبيانو والكمنجة، وكانت الفرقة تقدّم نوبات المالوف التونسي ووصلات الموشحات والأشغال إلى جانب البشارف. وقد ساعدت هذه الفرقة على إحياء الذاكرة الموسيقية التراثية وإعادة نشرها، «إلا أنها لم تحافظ على تركيبتها الأصلية التي تعبر على أصل الجوق التقليدي التونسي»، حيث تم إدخال آلات غربية جديدة مثل «البيانو»، و«الفيولنسيل»، و«الكونترباص».

## حفظ التراث الموسيقي في تونس
بدأ مشروع حفظ التراث الموسيقي في تونس مع المدرسة الحربية، فقد كان البايات العثمانيون شديدي الاهتمام بالتراث الموسيقي التونسي، حيث تأسست المدرسة الحربية والتي كان لوجودها الأثر العميق في الحياة الموسيقية في تونس ولعبت دوراً هاماً في حفظ التراث الموسيقي حيث بدأت أولى عمليات تدوينه مع الضباط العسكريين، كما مثّل مشروع البارون رودولف دريرلانجي أهم مشاريع حفظ التراث الموسيقي خلال فترة الاستعمار وفي تاريخ تونس بصفة عامة، حيث كان البارون فنّانا وعقد علاقات مع عدد من آخر ممثّلي فن المالوف، «وفي أجواء قصره المذكرة بروعة الأندلس استطاع أن يحيي ويعيد كتابة عينات رئيسية من هذا الفن الذي كان على وشك الاندثار»'، وقد استدعى البارون الذي كان مولعاً بالموسيقى التراثية التونسية نخبة من المثقفين والموسيقيين التونسيين والعرب وكلّفهم بجمع التراث الموسيقي وتدوينه، ليُصدر فيما بعد كتابه «الموسيقى العربية» في ستة أجزاء تحدث فيها عن تاريخ الموسيقى في تونس وخصوصيات الموسيقى التونسية والعربية وآلاتهما، كما دعا البارون ديرلانجي إلى عقد مؤتمر يجمع مثقفي وموسيقيّي وسياسيّي العالم العربي لمناقشة واقع الموسيقى العربية وبعض المسائل المتعلقة بها، فانعقد أول مؤتمر للموسيقى العربية بالقاهرة سنة 1932م الذي ستترسّخ على إثره فكرة إحياء التراث وحفظه لدى ثلة من المثقفين والموسيقيين التونسيين، الذين انشغلوا حال رجوعهم من المؤتمر بالتفكير في الطرق الممكنة لحفظ التراث وتعليم الموسيقى التونسية لتفادي تلاشيها بعد أن تفطنوا لحجم الخطر الذي تواجهه في ظلّ الاستعمار وعملية استنزاف الهوية التي جاء بها وانتشار حركة الفسخ الثقافي، حيث بدأ الشروع في استبدال عناصر الثقافة التونسية ومؤسساتها بعناصر ومؤسسات أخرى أجنبية، وقررت هذه الثلة من الموسيقيين تأسيس جمعية تُعنى بتعليم الموسيقى التونسية وهي جمعية الرشيدية التي شُيّدت في 1934م، واشتغلت على تدوين المالوف وتعليمه. ولقد مثّل تأسيسها خطوة أولى نحو حفظ التراث الموسيقي التونسي وإعادة الاعتبار للموسيقى التونسية بخصوصيات لهجتها وطبوعها وإيقاعاتها، بعد التحولات التي عاشتها في ظل الاستعمار العثماني ومن بعده الفرنسي. ونتيجة لتأسيس الرشيدية بدأت الموسيقى التونسية في استرجاع مكانتها نسبياً.

## وصلات خارجية
- مهرجان الموسيقى التونسية
- موقع للاستماع إلى الموسيقى التونسية